# Guillaume Moullec
Vous lisez un « bon article » labellisé en 2015.
Guillaume Moullec, né le 30 juillet 1980 à Brest, est un footballeur français. Il dispute onze saisons au niveau professionnel et joue trois cent matchs pour quatre équipes différentes.
Fils d'un footballeur, Guillaume Moullec intègre le centre de formation du Stade brestois 29 à 12 ans, et joue avec les jeunes. En 1997, il poursuit sa formation au Montpellier Hérault Sport Club où il débute chez les professionnels en 2001. Il devient un titulaire récurrent à partir de 2003. Cependant, il subit, avec Montpellier, une relégation lors de la saison 2003-2004 et quitte le club en 2005.
Breton d'origine, il signe au Football Club Lorient, en Ligue 2, et décroche la promotion avec les Merlus. Malgré une saison 2005-2006 très complète, Moullec alterne le poste de titulaire et le banc des remplaçants durant la saison 2006-2007. Non conservé, il rejoint le Football Club de Nantes, qui retrouve la Ligue 1 en 2008. Malgré des tensions, au début de la saison 2008-2009, il garde une place relativement importante au sein de l'effectif. Une blessure et des choix tactiques l'éloignent des terrains en fin de saison et les Canaris sont relégués en Ligue 2.
Le joueur retrouve Michel Der Zakarian au Clermont Foot 63 et reste deux saisons. La dernière, en 2011-2012, lui permet de devenir meilleur passeur de son équipe. Cependant, il n'est pas prolongé et se retrouve sans club. Le défenseur intègre l'USJA Carquefou en janvier 2013. Après un essai non concluant au DPMM Brunei en fin d'année 2013, il prend sa retraite de footballeur en 2014 pour devenir entraîneur du club amateur de l'AC Saint-Brévin où il ne reste qu'une saison.
Il est également un des joueurs ayant reçu le plus de sélections avec l'équipe de Bretagne de football avec cinq matchs de 2008 à 2013.

## Biographie

### Enfance
Guillaume Moullec naît le 30 juillet 1980 à Brest, dans le Finistère,,. Son père, André Moullec, est un footballeur, ayant joué pour le Stade brestois 29 en Division 3,,. Sa mère, Gisèle, « s'est illustrée en handball ». Il commence à jouer à l'âge de cinq ans, avec les Gars d'Arvor de Landerneau, et ses parents « [lui] laisse[nt] vivre [sa] passion »,.
À l'âge de treize ans, il intègre les équipes de jeunes du Stade brestois 29 où il reste pendant cinq saisons. Moullec évolue d'abord une saison avec l'équipe des moins de 13 ans, avant de faire deux années chez les moins de 15 ans puis deux nouvelles saisons avec les moins de 17 ans. Il joue au poste de libéro pendant quatre saisons ainsi qu'au poste de milieu offensif durant sa dernière année,. Il a l'occasion de jouer avec Hassan Ahamada, qui deviendra joueur professionnel. Pendant cette formation, il étudie dans un collège à Brest. En 1997, capitaine de la sélection de la Ligue de Bretagne, il est finaliste de la Coupe nationale des 16 ans, dont la phase éliminatoire est disputée à Vichy,. Cela lui permet d'être repéré par certains clubs professionnels. Il est contacté par Fleury Di Nallo, du Montpellier Hérault Sport Club, le Football Club de Nantes, le Stade rennais football club ou encore le Racing Club de Strasbourg via Yvon Pouliquen,. Ses parents et lui choisissent Montpellier du fait d'« un meilleur suivi des études jusqu'au bac ». Moullec signe un contrat d'aspirant au sein du MHSC.

### Formation et débuts à Montpellier (1997-2005)
Pour sa première année dans l'Hérault, Moullec évolue dans l'équipe des moins de dix-neuf ans, ayant pour coéquipier Geoffrey Doumeng, Marc-Éric Gueï, Ahmed Madouni, Rudy Riou ainsi que Rémy Vercoutre. Il a comme entraîneur Fleury Di Nallo et Mama Ouattara. Du fait de la distance, il reste à Montpellier le week-end, possédant un appartement situé à proximité du centre d'entraînement du club,. Ensuite, il passe trois saisons comme stagiaire. En 1998, il intègre la sous-réserve, ou équipe C, de Montpellier où il reste pendant six mois avant de commencer à jouer dans la réserve professionnelle, lors de cette saison 1998-1999. Moullec participe à dix matchs,,.

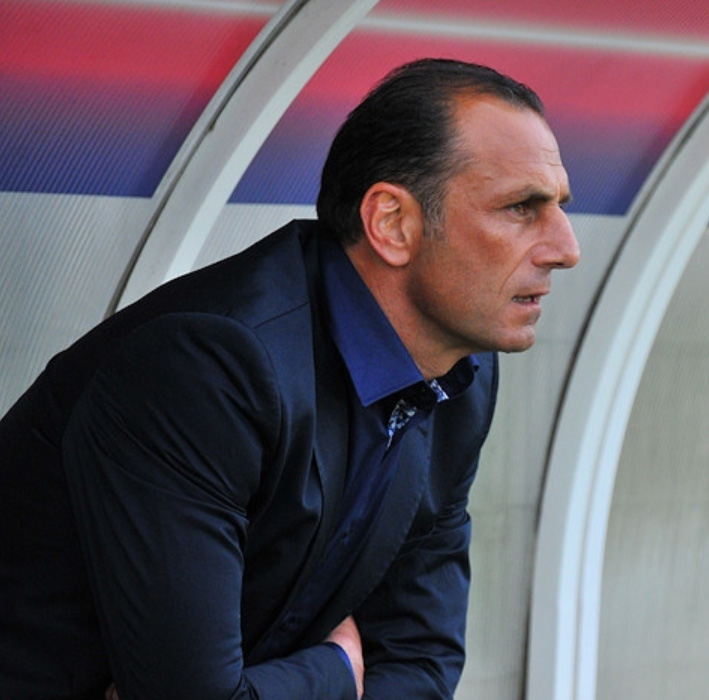
Durant sa formation ainsi que ses années comme professionnel, Moullec a l'occasion de côtoyer Michel Der Zakarian.

Ensuite, pendant deux saisons, il est titulaire avec l'équipe réserve, dirigé par Michel Der Zakarian, disputant cinquante-huit matchs et inscrivant cinq buts comme milieu offensif,,. Der Zakarian le définit comme « un vrai joueur de club, pas un génie du foot mais un garçon avec une super mentalité ». Le Brestois commence à s'entraîner, lors de cette saison, avec le groupe professionnel même s'il joue avec la réserve. Son contrat de stagiaire arrive à son terme à la fin de la saison 2000-2001. C'est à la demande de Jacques Bonnet, directeur du centre de formation, auprès de l'entraîneur Michel Mézy, que Guillaume Moullec intègre l'équipe professionnelle. Il signe son premier contrat professionnel, d'une durée d'un an.
Lors d'un match amical avant le début de la saison 2001-2002, face au Football Club de Martigues, il blesse gravement Vincent Guignery, victime d'une fracture de la malléole latérale avec arrachement des ligaments. Le joueur amateur désire porter plainte avant d'être raisonné par l'Union nationale des footballeurs professionnels. Au début du championnat, Moullec joue sept matchs avec la réserve,. Il apparaît pour la première fois en professionnel, sur le banc des remplaçants, le 20 octobre 2001, contre le Racing Club de Lens. Le 19 décembre 2002, il est titulaire pour la première fois de sa carrière, contre l'AS Monaco, profitant de la suspension d'Aliou Cissé. Cependant, le match est arrêté après vingt-quatre minutes de jeu, du fait du terrain gelé, puis reporté,. Moullec est de nouveau aligné, trois jours plus tard, contre le Football Club de Metz, mais le match est reporté du fait des mauvaises conditions climatiques. Moullec doit attendre, le 5 janvier 2002, contre le Lille OSC, pour officialiser son premier match de haut niveau, jouant comme latéral droit du fait du départ de Cissé pour jouer la Coupe d'Afrique des nations 2002,,. Mezy est le premier entraîneur à faire reculer Moullec sur la ligne des défenseurs. Il reçoit la note de 6.5/10 par le journal L'Équipe, qui le fait apparaître dans l'équipe-type de la vingtième journée de Division 1, dès son premier match. Néanmoins, lors de son deuxième match chez les professionnels, contre le Football Club Sochaux-Montbéliard, il se fait exclure pour un deuxième carton jaune. Il reste au poste de latéral titulaire jusqu'à la fin de la saison, disputant quatorze matchs,. Durant la saison, il prolonge son contrat de trois ans avec Montpellier.
Moullec reste titulaire au poste de défenseur sur le côté droit, au début de la saison 2002-2003. La saison des Montpelliérains les voit lutter contre la relégation. L'entraîneur Michel Mézy est limogé et remplacé par Gérard Bernardet. Le nouveau dirigeant de l'équipe décide de mettre de côté Guillaume Moullec, préférant jouer avec Sébastien Michalowski et Thierry Gathuessi. Il est relégué en équipe réserve, retrouvant Michel Der Zakarian. Celui-ci décide de le placer au poste de milieu offensif et Moullec dispute huit matchs avec l'équipe B de Montpellier, marquant à trois reprises. Il profite de la suspension de Michalowski et la blessure de Gathuessi pour revenir en équipe première et termine la saison 2002-2003 comme titulaire.
La saison 2003-2004 est très compliquée pour le club de Louis Nicollin. L'entraîneur Gérard Bernardet est limogé après une défaite 6-1, au Parc des Princes, face au Paris Saint-Germain, vice-champion de France en fin de saison, le 7 février 2004. Se battant contre la relégation avec ses coéquipiers, Moullec déclare qu'« [ils] ne lâcheron[t] rien » et qu'ils vont se battre pour leur président, très marqué par la situation. Avec l'arrivée de Nouzaret, il est repositionné comme milieu droit, ce qui lui permet d'être plus offensif sur les attaques comparé à son positionnement précédent comme défenseur. Il occupe cette nouvelle place à partir d'un match contre l'En Avant de Guingamp, le 13 mars 2004,, et ouvre le score pour les Montpelliérains. Cependant, l'équipe héraultaise s'incline 4-3. Il récidive, deux semaines plus tard, face au Football Club de Nantes dans un match que Montpellier perd également, sur un score de 3-2. Lors des deux matchs où il marque, sa famille est présente dans les tribunes. En avril 2004, Moullec désire « se fixer à un poste et [y] être le plus pointu possible ». La saison se termine par la relégation du club en Ligue 2, où il termine dernier.
Moullec entame sa dernière année de contrat, et sa première saison en deuxième division, au poste de milieu de terrain. Cependant, lors du début de championnat, Jean-François Domergue le replace comme milieu défensif, choix qui le satisfait. Pour lui, l'arrivée de ce nouvel entraîneur a « remis les choses à plat » et il pense que le club mérite sa place parmi l'élite du football français. Le 1er octobre 2004, il marque le but de la victoire, 2-0, face au Mans Football Club et marque un autre but, le 3 décembre 2004, face au Stade lavallois, qui se conclut par une victoire 3-2 des Montpelliérains. Au début de l'année 2005, il affirme son désir de rester à Montpellier mais que « tout ne dépend pas de [lui] ». Les équipes bretonnes réussissent à Moullec qui permet à son équipe de l'emporter, sur la pelouse du Football Club de Lorient, le 14 janvier 2005, inscrivant le but de la victoire 2 à 1. Cependant, sa saison est entachée d'un carton rouge contre le Stade brestois, en fin de championnat, le 15 avril 2005. Moullec avoue dans une interview, en avril 2005, qu'il a reçu une proposition pour prolonger son contrat et qu'il est dans l'attente de futures discussions avec les dirigeants. Montpellier échoue dans sa quête de remontée en Ligue 1, se classant huitième de cet exercice.
En juin 2005, le contrat de Moullec arrive à échéance. L'entraîneur Jean-François Domergue désire le conserver et le joueur attend un nouveau contrat de la part du MHSC. Cependant, du fait de la naissance de sa fille et comme il ne reçoit aucune proposition de son club, il décide de prendre en considération les appels d'équipes comme Lorient, Guingamp ou encore Brest,,. Selon lui, les négociations avec Montpellier piétinent car le club souhaite vendre Valéry Mezague et se focalise, en priorité, sur ce dossier. De plus, le joueur et sa famille commencent à avoir le mal du pays. Montpellier propose la signature d'un nouveau contrat de deux ans à Guillaume Moullec avant de retirer son offre, justifiant des soucis financiers.

### Champion de Ligue 2 et retour en première division avec Lorient (2005-2007)
Le 9 juin 2005, Guillaume Moullec rencontre les dirigeants du Football Club de Lorient. Le même jour, il signe un contrat de deux ans avec les Merlus, évoluant en Ligue 2,,,. Le joueur s'engage avec cette équipe car le style de jeu développé par l'entraîneur Christian Gourcuff l'intéresse ainsi que l'envie d'intégrer « un club ambitieux » et de se rapprocher de sa famille,. Le joueur désire également retrouver la Ligue 1. Christian Gourcuff se réjouit de cette arrivée, déclarant qu'il s'agit d'« un joli coup [et qu'] il correspond parfaitement au profil recherché [ainsi qu'au] profil-type de milieu axial, tel que je le conçois ». L'entraîneur lorientais pense le faire jouer dans l'axe et affirme qu'il pourra faire office de latéral droit remplaçant. Moullec arrive également dans un effectif quasi inconnu, ne connaissant que Marc Boutruche. De plus, il poursuit toujours l'objectif de se concentrer sur un poste, préférant évoluer au milieu de terrain. Durant sa période à Lorient, il réside près du stade du Moustoir.
Lorient joue son premier match amical de la trêve estivale 2005-2006, face au Valenciennes Football Club et Moullec joue la première mi-temps de cette rencontre,. À la fin du match, il se plaint des ischio-jambiers mais cela ne le handicape pas pour le match suivant contre le Stade rennais Football Club. Cependant, le joueur est mis au repos quelques jours avant un nouveau match amical, face à l'Olympique de Marseille, et il ne dispute pas cette rencontre, remporté par ses coéquipiers le 19 juillet 2005,.
Pour son premier match officiel avec Lorient, il inscrit le premier but de la saison des Merlus, face au Stade de Reims, le 29 juillet 2005, pour l'ouverture de la saison 2005-2006. Sur les onze premiers matchs de championnat, il inscrit deux autres buts, face au Football Club de Sète 34 lors d'une victoire 3-1, le 16 août 2005, et contre La Berrichonne de Châteauroux, le 10 octobre 2005, contribuant aux trois points glanés par les Lorientais,. Lors de cette saison, pendant une courte période, Gourcuff demande à Moullec de prendre le poste de latéral gauche pour faire face à plusieurs absences. Au début de l'année 2006, le joueur est victime d'un coup de fatigue, affirmant avoir été « au creux physiquement ». Après un troisième carton jaune en dix matchs, il est suspendu pour le match de Coupe de France 2005-2006 contre Lille, le 1er février 2006. Guillaume Moullec reste un élément important de l'équipe, ne ratant qu'un seul match de championnat sur toute la saison 2005-2006. Les Merlus décrochent la troisième place, synonyme de promotion à l'échelon supérieur. Cette première saison est bonne pour le joueur. Un journaliste d'Ouest-France le définit comme un « mec sympa, qui patiente aux vestiaires sans faire de bruit, en attendant que ses équipiers reviennent du terrain. Il apprécie la vie de groupe et apporte également son expérience aux plus jeunes ».
Avant le début de la nouvelle saison 2006-2007, Moullec définit l'effectif comme étant « un groupe cool avec une bonne ambiance ». Après deux matchs comme remplaçant, il retrouve un poste de titulaire. Durant le mois de septembre 2006, il subit de nouveaux légers soucis à ces ischio-jambiers mais cela ne l’empêche pas de jouer. À la fin du mois d'octobre, avant un match contre Valenciennes, il est mis, à la dernière minute, sur le banc des remplaçants du fait de douleurs à la hanche. Moullec reste trois matchs sur le bord du terrain, sans jouer, avant de prendre le poste de défenseur gauche, contre l'AS Monaco, pour pallier la blessure de Jérémy Morel. Dès le début de l'année 2007, il repasse à l'infirmerie à cause d'une gêne au niveau de sa cheville, qui se révèle assez bénigne. La deuxième partie de saison voit Moullec alterner les postes de titulaires et le banc des remplaçants, jouant neuf matchs sur les dix-neuf du championnat. En fin de saison, un hématome à la cheville remet en question sa participation à l'avant-dernière journée contre le Stade rennais mais il parvient à se remettre pour remplacer Morel, blessé,,. Lorient termine la saison à la quatorzième place et se maintient parmi l'élite du football français. Le contrat de Moullec arrive à terme à la fin de ce championnat et Christian Gourcuff ne souhaite pas le conserver. Au moment de son départ, le joueur est frustré car « [il aspirait] à jouer plus » et a plus de regrets de quitter ses amis à Lorient que l'équipe. En 2008, il confie qu'il « [ne] garde que des bons souvenirs [à Lorient] » et qu'il a conservé de nombreux amis.

### Des hauts et des bas au FC Nantes (2007-2010)
Ne faisant plus partie des Merlus, Moullec est contacté par le Stade brestois et le Football Club de Nantes, dirigé par son ancien entraîneur Michel Der Zakarian qui désire le recruter. Le 28 mai 2007, le joueur donne son accord et est annoncé au club nantais, tout juste relégué en Ligue 2. Moullec est le premier joueur de l'intersaison à quitter le Football Club de Lorient et devient la première recrue du FC Nantes,. Deux jours plus tard, Nantes annonce la signature de Guillaume Moullec pour une durée de trois saisons,. Il joue son premier match avec les Canaris, le 7 juillet 2007, disputant la première période d'un match amical face au Valenciennes Football Club, où il est positionné sur le côté droit,. Ce premier match se passe bien pour le joueur qui pense que l'équipe s'améliorera au niveau des automatismes à l'attaque. Il a l'occasion de jouer face à son ancienne équipe, le FC Lorient, lors du deuxième match amical, le 14 juillet 2007 ; il délivre une passe décisive à Loïc Guillon, sur coup franc, qui ouvre le score très tôt dans le match. Il joue tout le match mais son équipe s'incline 3 buts à 1,.

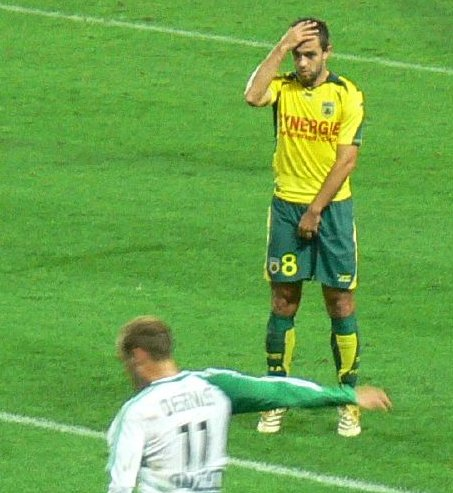
C'est en reprenant un tir repoussé de Frédéric Da Rocha (en jaune) que Guillaume Moullec inscrit son premier but à Nantes.

Moullec se blesse avant l'ouverture de la saison 2007-2008 et n'est pas retenu dans le groupe pour affronter le Stade de Reims,. Pour le deuxième match, contre La Berrichonne de Châteauroux, il prend la place de Karim El Mourabet au sein des joueurs retenus. Sur le banc, il fait ses débuts officiels, sous le maillot nantais, en remplaçant Nicolas Goussé en fin de match. Il doit attendre le 24 août 2007, lors de la cinquième journée face au Stade brestois 29, pour jouer son premier match comme titulaire. Après une « contracture à la cuisse droite » qui l'oblige à déclarer forfait pour un match de Coupe de la Ligue 2007-2008, face au Club sportif Sedan Ardennes, il fait des allers-retours entre le banc des remplaçants et l'équipe des titulaires durant cette première moitié de saison. Interrogé sur son statut de remplaçant, Moullec affirme ne pas regretter d'être venu à Nantes et qu'il « ne se plaint pas [de sa situation] ». À la suite des propos du défenseur nantais Jean-Jacques Pierre qui pointe le « manque de compétition » des joueurs remplaçants et le fait qu'« [ils] n'apportent pas beaucoup [à l'équipe] », le journaliste d'Ouest-France, Christophe Delacroix, défend Guillaume Moullec en écrivant qu'il a réussi à contenir les assauts de Fahid Ben Khalfallah, face à l'Angers SCO.
Titularisé le 3 décembre 2007 contre son ancienne équipe du Montpellier Hérault Sport Club, son visage entre en contact avec les crampons d'Abdelnasser Ouadah dès le début de la rencontre,. Il est remplacé par Guillaume Norbert. Alors que certains redoutent une fracture du nez,, le joueur nantais procède à des examens qui déterminent « un traumatisme facial avec une lésion cartilagineuse nasale ». Cependant, cette blessure ne lui fait rater aucun match. Il inscrit son premier but sous le maillot des Canaris, lors du huitième tour de la Coupe de France 2007-2008, contre le club amateur de l'Union sportive municipale de Saran, le 15 décembre 2007. Moullec profite d'une frappe de Frédéric Da Rocha repoussée par le gardien Christophe Pardessus pour inscrire le deuxième but de la rencontre pour le FC Nantes. Nantes s'impose par 3 à 0. Lors de la deuxième partie de saison, Moullec joue plus souvent comme titulaire que comme remplaçant, et dispute dix-sept des dix-neuf matchs. Christophe Delacroix le considère, avec Loïc Guillon, comme « [un] homme de l'ombre en pleine lumière ». Moullec pense que sa polyvalence explique le fait qu'il a occupé différents postes durant la saison et donc qu'il n'a pas pu se maintenir à un rôle précis. Le joueur ne dispute pas la dernière rencontre de la saison, face à Reims, du fait d'une contusion sur sa cuisse droite. Le Football Club Nantes prend la deuxième place du championnat et obtient son ticket en Ligue 1 pour la saison suivante.

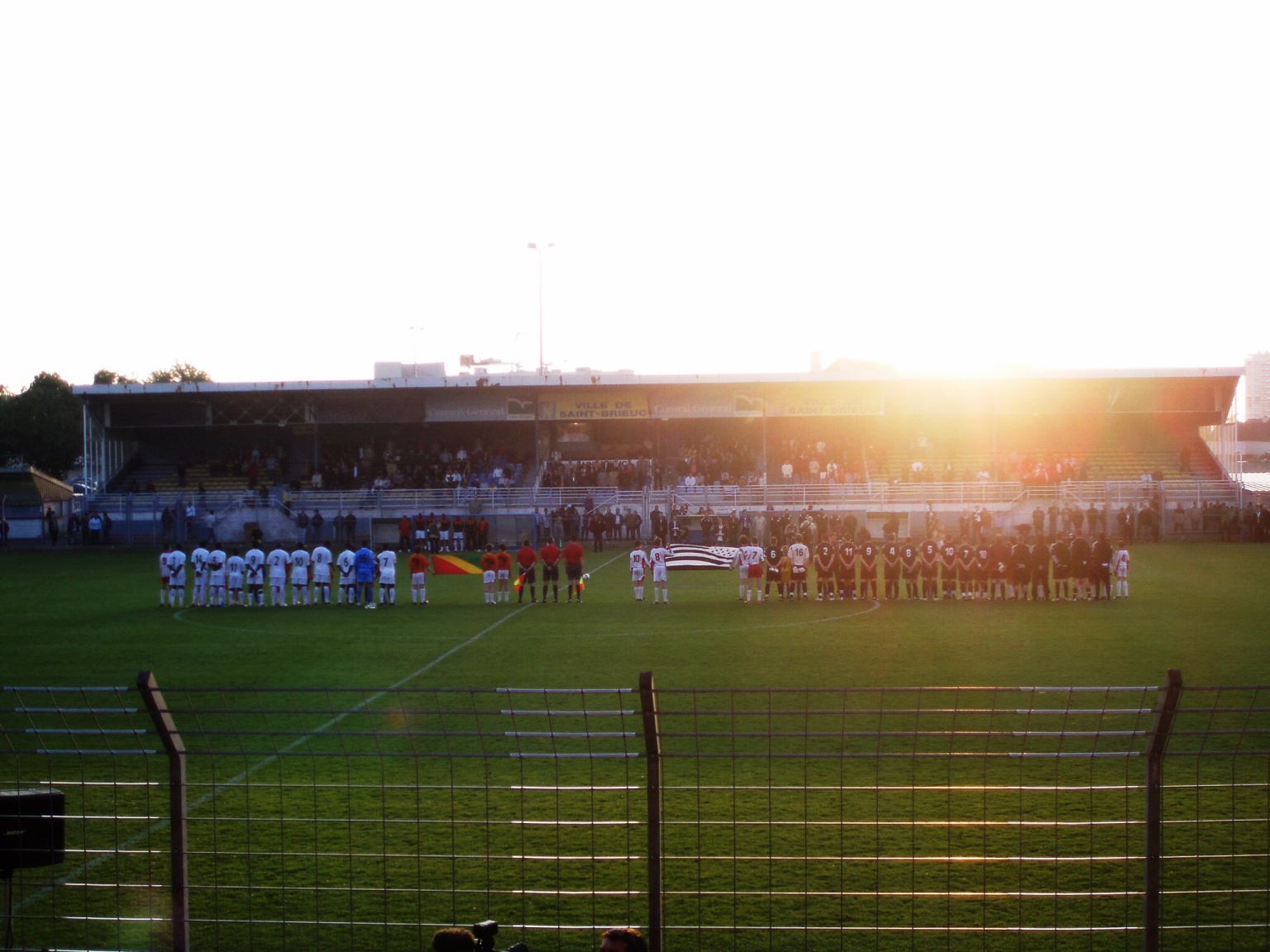
Moullec participe à sa première sélection avec la Bretagne, en 2008, face au Congo.

Le 20 mai 2008, il joue dans l'Équipe de Bretagne de football, géré par la Bretagne Football Association, face au Congo. Il dispute la première mi-temps de cette rencontre amicale avant d'être remplacé par Mickaël Buzaré. Les Bretons gagnent ce match 3-1.
Moullec a un rôle assez secondaire au début de la saison 2008-2009. Il ne joue que trois matchs dont un comme titulaire sur les sept premières rencontres du championnat. Pour Christophe Delacroix, de Ouest-France, le défenseur droit « n'est qu'un joueur de Ligue 2 » pour la direction du club nantais. Entre-temps, Michel Der Zakarian est limogé et remplacé par Élie Baup. Le 25 septembre 2008, Moullec est convoqué, avec six autres joueurs, à un entretien individuel face au nouvel entraîneur, Waldemar Kita, propriétaire et président du club, et Christian Larièpe, le directeur technique. Baup lui laisse le choix entre quitter le club ou s'entraîner avec l'équipe réserve. Le club lui apprend que des équipes de Ligue 2 sont intéressées pour le recruter. Il refuse, ne désirant pas quitter Nantes. Baup lui reproche de ne pas avoir le niveau physique, de ne pas être prêt pour jouer un match de Ligue 1 et « de subir les choses »,. Le joueur avoue n'avoir « jamais vécu une telle situation » et affirme qu'il n'a rien à se reprocher. Il rejoint l'équipe réserve du Football Club de Nantes. Le joueur ne décolère pas, déclarant dans le journal Aujourd'hui en France du 27 septembre 2008, « On [lui et les six autres « bannis »] se sent pris pour des cons vu les efforts qu'on a faits ». Élie Baup regrette les propos de Moullec dans la presse mais affirme que la situation a permis au joueur de se surpasser. Quant au défenseur, il ne regrette pas ses dires mais souligne qu'il ne voulait pas lancer de polémique. Une semaine après, il revient dans le groupe professionnel et occupe le poste de défenseur droit titulaire lors de la huitième journée contre le Grenoble Foot 38,. À partir de ce match, il reste à ce poste de titulaire pendant quatorze journées.
À l'occasion de son centième match en Ligue 1, le 8 novembre 2008 contre le Toulouse Football Club, il ouvre le score pour les Nantais en reprenant un ballon traînant, au second poteau,,. C'est son premier but en championnat avec les Nantais. Quelques minutes plus tard, une de ses frappes s'écrase sur la barre transversale,. Les deux équipes se neutralisent 1-1. Au début de l'année 2009, son ischio-jambier droit l'oblige à passer des examens. Alors qu'il est annoncé comme forfait, il rejoint le groupe et entre en jeu contre l'AS Monaco, le 10 janvier 2009,. Moullec se blesse au genou lors du dernier entraînement avant la réception du Paris Saint-Germain, qui se joue le 7 février 2009. Il revient le 28 février 2009 face à Grenoble,. Cependant, le joueur est inquiété par un nouveau souci physique au mois de mars, à savoir une douleur à la cheville, mais ne rate aucun match,. Loïc Folliot, d'Ouest-France, écrit, dans un article sur les joueurs du FC Nantes, que Guillaume Moullec a montré un bel état d'esprit malgré le fait qu'il n'était pas dans le système tactique d'Élie Baup au début de la saison. Vers la fin de la saison, le joueur est relégué sur le banc des remplaçants pendant quatre matchs et est victime d'une inflammation du tendon d’Achille à la fin du mois d'avril. À deux matchs du terme, et alors que Nantes lutte contre la relégation, Moullec se blesse aux ischio-jambiers lors d'un entraînement défensif le 20 mai 2009,. Il déclare forfait pour l'avant-dernier match contre le Football Club Sochaux-Montbéliard et n'arrive pas à se remettre à temps pour la dernière journée de la saison contre l'AJ Auxerre,. Le Football Club de Nantes termine la saison à la dix-neuvième place et redescend en deuxième division française.
Moullec retourne en Ligue 2 pour la saison 2009-2010. Élie Baup est limogé durant l'intersaison et remplacé par Gernot Rohr. Cependant, le nouvel entraîneur n'incorpore pas Moullec à son schéma tactique. En effet, le joueur dispute trois matchs sur les cinq premiers de la saison mais tous comme remplaçant. Le dernier match du natif de Brest, chez les Nantais, est le 31 août 2010, où il entre en toute fin de match, à la place d'Ernest Akouassaga face au Stade brestois 29. Il disparaît ensuite du groupe professionnel, victime d'une blessure à la cuisse qui l'écarte des terrains pendant plusieurs mois,. Pendant ce temps là, les Canaris connaissent un nouveau changement d'entraîneur, Rohr étant remplacé par Jean-Marc Furlan. Le défenseur doit attendre avril 2010 pour avoir l'autorisation de reprendre l'entraînement,.
Il rejoue lors de la Corsica Football Cup 2010, tournoi de quatre équipes organisé en Corse, avec la sélection bretonne et joue contre l'équipe de Corse en demi-finale, ainsi que contre le Togo lors du match pour la troisième place. Les Bretons finissent troisièmes de ce tournoi.
Nantes clôt sa saison à la quinzième place, à deux points du premier relégable. Le contrat de Guillaume Moullec se termine et n'est pas renouvelé. Durant le mois de juin 2010, il est annoncé qu'il pourrait rejoindre le Clermont Foot 63, jouant en Ligue 2, entraîné par Michel Der Zakarian. Néanmoins, il n'arrive pas à trouver une équipe avant le début de la saison 2010-2011.

### Dernières saisons en professionnel au Clermont Foot 63 (2010-2012)

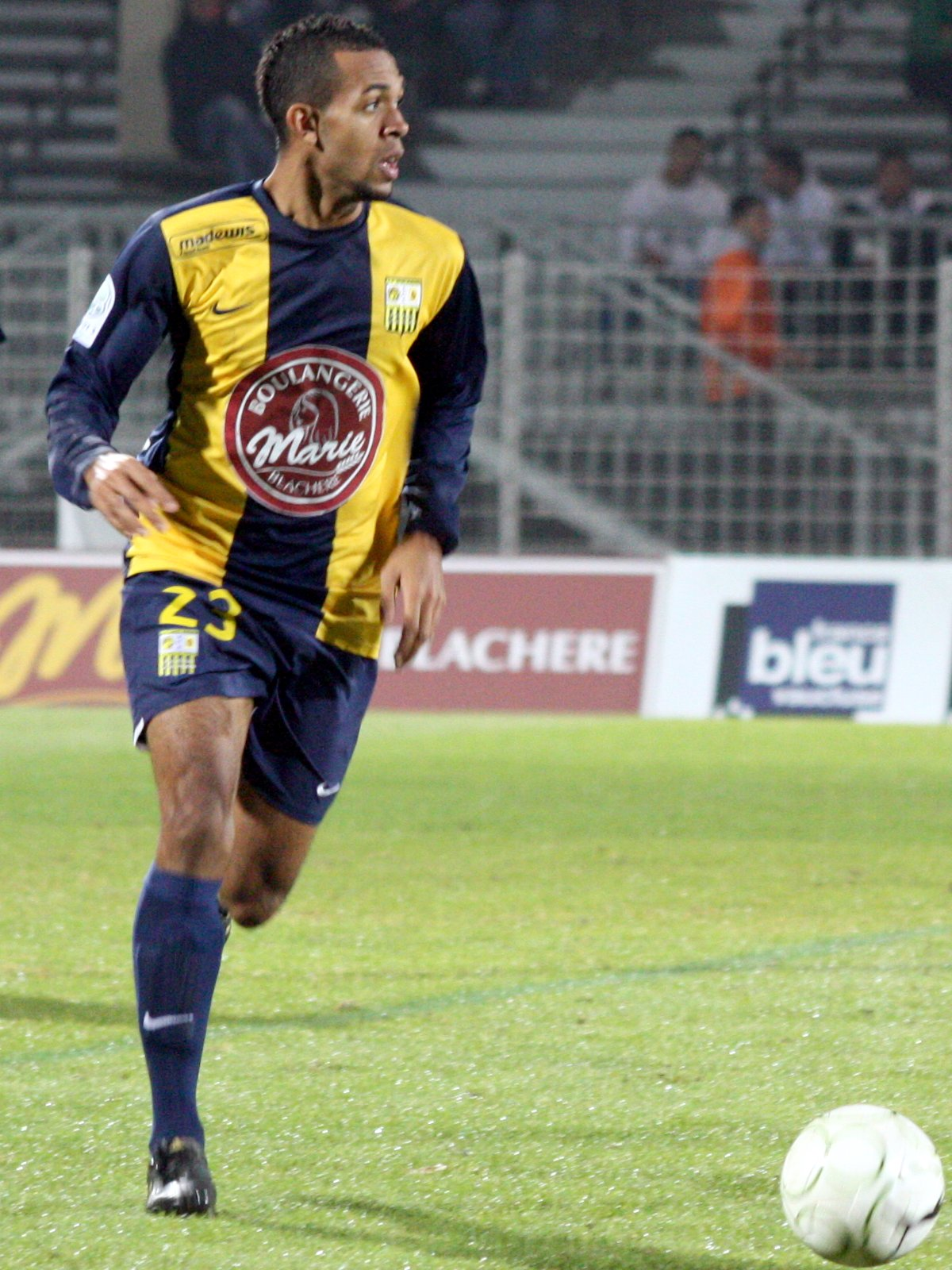
À Clermont, Moullec va jouer pendant deux saisons aux côtés de Marvin Esor.

Le 15 septembre 2010, l'ancien Nantais est aperçu à Clermont-Ferrand. Au même moment, l'équipe clermontoise doit faire face à des soucis au niveau de sa défense, notamment à la blessure de deux joueurs, Jérôme Cellier et Jacques Salze, qui n'ont pas réussi à reprendre l'entraînement. Il signe officiellement avec le club, le 21 septembre 2010, pour une saison,. Il joue son premier match avec sa nouvelle équipe, le 28 septembre 2010, contre le FC Istes en championnat. Il démarre doucement sa saison en étant un titulaire occasionnel au sein de l'équipe de Der Zakarian, ne jouant que sept matchs de championnat en 2010. Cependant, il parvient à devenir un titulaire indiscutable lors de la phase des matchs retours. Il inscrit son premier but avec Clermont, le 29 janvier 2011, contre le Tours Football Club, marquant un coup franc direct. En mars 2011, il souffre d'une contracture mais cela se révèle passager et il peut reprendre l'entraînement. Le 29 avril 2011, contre Châteauroux, Moullec est touché à l'un de ses ischio-jambiers et cède sa place, en début de deuxième période, à Cédric Lubasa,. Cette blessure étant bénigne, il reprend l'entraînement. Il termine sa saison en inscrivant un but contre Grenoble, sur une reprise de volée, le 20 mai 2011,.
Tandis que le championnat touche à sa fin, le Clermont Foot propose au défenseur, à la fin du mois de mai 2011, de prolonger son contrat d'une saison, assorti d'une année en option. Alors qu'il souhaite prendre le temps de réfléchir à cette offre, des rumeurs annoncent des contacts entre le joueur et le Toulouse Football Club. Les Clermontois terminent au septième rang de cet exercice. Finalement, Moullec accepte la proposition du club et prolonge son contrat d'une saison, le 20 juin 2011, assorti d'une saison en option en cas de montée à la fin du championnat,. Le joueur en profite pour dire qu'« [il] n'était au courant de rien » concernant les bruits annonçant des discussions avec les dirigeants toulousains.
Il est sélectionné avec l'équipe de Bretagne et désigné comme capitaine de cette sélection lors d'une rencontre amicale contre la Guinée équatoriale, le 2 juin 2011.
Au début de la saison 2011-2012, le Brestois se blesse à l'entraînement, le 16 août 2011, victime d'une douleur aux ischios-jambiers de la cuisse droite. Il est mis sur la touche pendant deux semaines avant de revenir le 10 septembre 2011 contre le La Berrichonne de Châteauroux,. Cependant, il doit également soigner une blessure aux côtes au début du mois d'octobre 2011, ratant un déplacement contre Le Mans Football Club,. À son retour, Moullec prend le poste de milieu droit. Après une légère blessure aux ischios-jambiers droit, au début du mois de décembre, qui est sans gravité, ceux-ci lui jouent des tours, l'obligeant à sortir à la mi-temps d'un match contre l'US Boulogne, le 17 décembre 2011. Il rejoue à nouveau, avec l'équipe professionnelle, le 18 janvier 2012 face au Racing Club de Lens, remplaçant Nicolas Bayod,. Le joueur, du fait des absences de Yacouba Sylla et Eugène Ekobo, est placé au poste de milieu récupérateur. Le 4 février 2012, il est expulsé pour un second carton jaune contre Châteauroux et est sanctionné d'un match de suspension ferme par la commission de discipline de la LFP. Sa deuxième partie de saison est plus tranquille, jouant l'ensemble des autres matchs à partir de son retour de suspension, à la fin du mois de février 2012.
Clermont finit à la cinquième place du championnat, manquant de cinq points la montée en Ligue 1. Guillaume Moullec termine meilleur passeur de son équipe avec six passes décisives,. Néanmoins, son contrat expire et n'est pas renouvelé. Le journaliste Patrice Campo, du journal La Montagne, écrit dans son bilan de fin de saison que l'ancien Nantais « a apporté une expérience indispensable [au groupe] ». Cependant, il pense que sa difficulté « à enchaîner ou finir les matchs » a peut-être pesé dans la décision de Michel Der Zakarian de le laisser libre. Le milieu polyvalent « pense avoir fait une bonne saison, une saison pleine, polyvalente ». L'entraîneur suivant, Régis Brouard, ne désire pas non plus le rappeler.

### Chômage puis fin de carrière à Carquefou (2012-2014)
À partir du 25 juin 2012, Moullec intègre les stages de l'Union nationale des footballeurs professionnels, réservés aux footballeurs sans club. Le joueur dispute dix matchs amicaux, avec cette équipe, durant l'intersaison. Il espère être contacté par des formations de Ligue 1 et Ligue 2. Cependant, il « se rend compte que les clubs sont vraiment frileux dans le recrutement et font très attention ». Il reconnaît « [qu'il] pensait que ça bougerait un peu plus ». Il pense pouvoir encore jouer pour deux-trois années et désire tenter une aventure à l'étranger pour « découvrir une autre culture de jeu, une autre façon de jouer », restant ouvert à tout.
Durant cette période de trêve, il suscite l’intérêt de quelques clubs mais cela ne va pas plus loin. L'USJA Carquefou désire le recruter mais il préfère attendre d'autres propositions de clubs professionnels. En septembre 2012, il déclare qu'il peut faire des efforts mais « [qu'il] ne veut pas accepter n'importe quoi en cas de proposition à l'étranger », pensant à sa famille. Comme il ne reçoit aucune proposition sérieuse, il décide de revenir dans la région nantaise, plus précisément à Orvault,.
En décembre 2012, l'USJA et lui entrent en contact et Moullec commence à s'entraîner avec cette équipe au début de l'année 2013,. Après avoir passé une dizaine de jours avec les verts et blancs, il signe, le 21 janvier 2013, avec Carquefou, évoluant en National, jusqu'au mois de juin,,. Il est heureux car « cela [lui] permet de retrouver un club de qualité, tout en gardant [une] stabilité familiale ». L'entraîneur Denis Renaud est également satisfait de ce recrutement, affirmant que le joueur vient pour relancer sa carrière et non pour prendre sa retraite. Cependant, même s'il reconnaît son bon travail durant les stages de l'UNFP, il informe « [que Moullec] n'est pas encore prêt pour tenir 90 minutes ». Le nouvel élément carquefolien dispute son premier match, le 26 janvier 2013, sur la pelouse du Red Star FC. Juste avant la rencontre contre le Sports réunis Colmar, le 26 février 2013, il reçoit le brassard de capitaine du fait de la blessure de Guy N'Gosso. Au total, il dispute treize rencontres avec l'USJA pour cette saison où le club termine septième. Le Brestois en profite pour officialiser sa cinquième sélection avec l'équipe de Bretagne contre le Mali, le 28 mai 2013, disputant la première mi-temps avant de céder sa place à Aurélien Montaroup,. Toujours capitaine, il devient le joueur ayant disputé le plus de rencontres avec la Bretagne, avec cinq rencontres. Au début du mois de juillet 2013, il quitte le club de Carquefou au même moment que David Martot.
Le 23 novembre 2013, il prend la direction du Sultanat de Brunei pour participer aux entraînements du DPMM Brunei. Selon son agent Stéphane Le Jeune, « il a envie de découvrir d’autres championnats ». Il arrive sur le territoire brunéien, le lendemain, avec trois autres joueurs, à savoir Francis Jeffers, Osas Saha et Joe Gamble. Cependant, il ne joue aucun match et quitte l'équipe au début de l'année 2014.
En mai 2014, Radio Côte d'amour annonce que Guillaume Moullec prend sa retraite, à l'âge de trente-trois ans.

### Carrière d'entraîneur
Il passe ses diplômes d'entraîneur alors qu'il joue toujours au football. En 2014, il se porte candidat, avec une vingtaine d'autres postulants, au rôle d'entraîneur de l'Athletic-Club Brévinois, après le départ de Matthieu Ricoul. Alain Legoux, le président du club, appelle le centre technique régional de la ligue atlantique de football pour trouver un nouvel entraîneur. Guillaume Moullec le contacte et les deux hommes se rencontrent. Caractérisé comme « motivé » par le président, l'ancien joueur est désigné comme le nouvel entraîneur de l'AC Saint-Brévin, pour la saison 2014-2015, en mai 2014,. Le club, luttant pour le maintien en Division d'Honneur Régionale (huitième division), est relégué en Promotion Honneur (neuvième division) à la fin de la saison 2013-2014,.
Le Brestois prend en main l'équipe en août 2014. Il doit composer avec de nombreux changements au niveau de son effectif mais affirme « [qu'il s']appuiera sur une base de joueurs les plus sérieux et les plus fiables ». Il précise également qu'il n'occupe pas la fonction de joueur. Son objectif est que l'équipe « retrouve le plaisir de jouer ». Pour son premier match officiel en championnat, l'AC Brévinois fait un match nul et vierge face à la réserve du Saint-Nazaire Athletic Football, le 21 septembre 2014. Pour cette saison, Moullec emmène son équipe jusqu'à la troisième place du championnat avec soixante-et-un points. Néanmoins, il décide de quitter son poste après seulement une saison,. Il remercie le club de lui avoir offert cette possibilité d'entraîner et pense que son groupe a réalisé une bonne saison, affirmant que des jeunes joueurs se sont bien intégrés à l'équipe première. Moullec prend cette décision de partir car sa société, basée à Nantes, lui demande beaucoup de travail et que « le foot, ce n'est plus [son] métier désormais mais ça reste un plaisir ». Toutefois, il désire retenter l'expérience du côté de la région nantaise. Finalement, il ne trouve pas d'équipe pour la saison 2015-2016 mais affirme, en août 2015, qu'« aimerai[t] bien reprendre une équipe » pour l'exercice 2016-2017, tout en admettant que le football lui manque.
En octobre 2016, Moullec affirme qu'il refuserait toute proposition d'un poste au Football Club de Nantes du fait de la présence de Waldemar Kita à la tête du club. L'ancien Nantais veut se rapprocher de son ancienne équipe mais pas sous la présidence de l'homme d'affaires franco-polonais. Ensuite, il prend en main l'équipe des U18 de l'Athlétic Club Chapelain.

## Autres activités

### Propriétaire d'un gîte
En avril 2007, Moullec et son épouse admettent avoir le projet d'ouvrir un gîte fonctionnant de manière écologique. Ils cherchent à en acquérir un en Bretagne, dans le golfe du Morbihan ou encore dans les environs de Nantes,. Le couple rachète, en 2010, le Château de la Garnison à Orvault, un château du XVIIe siècle s'étendant sur 500 mètres carrés, situé à une vingtaine de minutes de Nantes,. Ils décident de le rénover en gîte,. Les travaux de restauration prennent entre deux et trois ans. Le joueur se fait aider par son beau-père dans la restauration de ce château. L'ancien joueur et sa femme suivent également une formation pour savoir gérer ce genre d'édifice. Le 11 janvier 2011, ils fondent leur société civile immobilière baptisée « La Garnison ».
Le gîte ouvre le 1er aout 2014. Il possède quatre chambres portant les noms d'auteurs appréciés par Gwenaëlle Moullec-Le Therisien, à savoir Jane Austen, Marguerite Duras, Ernest Hemingway et Henry James,. Dès son ouverture, Le Château de la Garnison est classé « chambres d'hôtes au château 4 épis » par Gîtes de France,. Au printemps 2015, celui-ci accueillera une salle de deux cents mètres carrés pour les séminaires ou les mariages,.

### Consultant pour la télévision et la radio
Durant sa carrière de footballeur et pendant sa retraite sportive, Guillaume Moullec occupe le poste de consultant, de manière occasionnelle, pour des radios et télévisions régionales. Suspendu pour un match de Coupe de France 2005-2006 contre Lille OSC, il suit ce match comme consultant pour la radio Soleil FM le 1er février 2006. Il est également appelé à commenter la rencontre opposant son ancienne équipe du Football Club de Nantes et l'En avant Guingamp, le 17 septembre 2012, sur Sun Radio, basé à Nantes. Il reprend le rôle de consultant, toujours pour une radio locale, le 6 mai 2013, suivant le match entre Nantes et le Clermont Foot 63, et est au micro de Radio Breizh Izel, notamment avec Loïc Druon, pour couvrir la rencontre entre le Football Club Lorient et le FC Nantes, le 20 décembre 2014.
Pour la télévision, il participe, comme invité, à plusieurs émissions de Fous de foot sur Télénantes. Il est également parmi les consultants de Canariplay, sur France 3 Pays de la Loire, lors des émissions du 24 mars 2014 et du 15 décembre 2014,.

### Engagements associatifs
Le 29 mai 2003, Guillaume Moullec est parrain du neuvième Challenge Louis-Rivoallon organisé par l'Amicale laïque de Coataudon. Un tournoi de football pour les jeunes joueurs est mis en place avec pour objectif de combattre la violence sur les terrains et promouvoir l'image du fair-play. Les matchs ont lieu, sous l’œil des parents du joueur professionnel, au stade de Kerlaurent à Guipavas,. En juillet 2005, il parraine un joueur de l'équipe des Étoiles des banlieues, issue de l'association L'enfance de l'Art. Il a l'occasion d'être associé, à nouveau, à un tournoi de jeunes, avec Ulrich Le Pen, le 1er mai 2007, organisé par le Stade pontivyen.
Il participe à la première édition du Trophée Henri Sérandour, en octobre 2013, et fait partie d'une équipe baptisée « Les internationaux du cœur », regroupant d'anciens joueurs professionnels comme Eddy Capron, Alain Couriol, Nicolas Gillet, Philippe Jeannol, Patrice Loko et Olivier Quint. Les fonds récoltés sont reversés à l'association Orphelins de la mer. L'organisation est assurée par l'association Footballeurs sans Frontières.

## Statistiques
| Saison                | Club                  | Championnat           | Championnat | Championnat | Coupe nationale | Coupe nationale | Coupe de la Ligue | Coupe de la Ligue | Compétition(s) continentale(s) | Compétition(s) continentale(s) | Compétition(s) continentale(s) | Total | Total |
| Saison                | Club                  | Division              | M.          | B.          | M.              | B.              | M.                | B.                | Comp.                          | M.                             | B.                             | M.    | B.    |
| 2001-2002             | Montpellier HSC       | Division 1            | 14          | 0           | 1               | 0               | -                 | -                 | -                              | -                              | -                              | 15    | 0     |
| 2002-2003             | Montpellier HSC       | Ligue 1               | 21          | 0           | 1               | 0               | 1                 | 0                 | -                              | -                              | -                              | 23    | 0     |
| 2003-2004             | Montpellier HSC       | Ligue 1               | 34          | 2           | 1               | 0               | 1                 | 0                 | -                              | -                              | -                              | 36    | 2     |
| 2004-2005             | Montpellier HSC       | Ligue 2               | 33          | 3           | 1               | 1               | 3                 | 0                 | -                              | -                              | -                              | 37    | 4     |
| Sous-total            | Sous-total            | Sous-total            | 102         | 5           | 4               | 1               | 5                 | 0                 | -                              | -                              | -                              | 111   | 6     |
| 2005-2006             | FC Lorient            | Ligue 2               | 37          | 3           | 3               | 0               | 1                 | 0                 | -                              | -                              | -                              | 41    | 3     |
| 2006-2007             | FC Lorient            | Ligue 1               | 22          | 0           | 1               | 0               | 1                 | 0                 | -                              | -                              | -                              | 24    | 0     |
| Sous-total            | Sous-total            | Sous-total            | 59          | 3           | 4               | 0               | 2                 | 0                 | -                              | -                              | -                              | 65    | 3     |
| 2007-2008             | FC Nantes             | Ligue 2               | 34          | 0           | 3               | 1               | 1                 | 0                 | -                              | -                              | -                              | 38    | 1     |
| 2008-2009             | FC Nantes             | Ligue 1               | 24          | 1           | -               | -               | -                 | -                 | -                              | -                              | -                              | 24    | 1     |
| 2009-2010             | FC Nantes             | Ligue 2               | 3           | 0           | -               | -               | 1                 | 0                 | -                              | -                              | -                              | 4     | 0     |
| Sous-total            | Sous-total            | Sous-total            | 61          | 1           | 3               | 1               | 2                 | 0                 | -                              | -                              | -                              | 66    | 2     |
| 2010-2011             | Clermont Foot         | Ligue 2               | 23          | 2           | 2               | 0               | -                 | -                 | -                              | -                              | -                              | 25    | 2     |
| 2011-2012             | Clermont Foot         | Ligue 2               | 32          | 0           | -               | -               | 1                 | 0                 | -                              | -                              | -                              | 33    | 0     |
| Sous-total            | Sous-total            | Sous-total            | 55          | 2           | 2               | 0               | 1                 | 0                 | -                              | -                              | -                              | 58    | 2     |
| 2012-2013             | USJA Carquefou        | National              | 13          | 0           | -               | -               | -                 | -                 | -                              | -                              | -                              | 13    | 0     |
| Sous-total            | Sous-total            | Sous-total            | 13          | 0           | -               | -               | -                 | -                 | -                              | -                              | -                              | 13    | 0     |
| Total sur la carrière | Total sur la carrière | Total sur la carrière | 290         | 11          | 13              | 2               | 10                | 0                 | -                              | -                              | -                              | 313   | 13    |

## Vie privée
Guillaume rencontre Gwenaëlle Le Therisien au collège, à Brest. Ils commencent à sortir ensemble lors de leur année de terminale. En 2002, elle rejoint le joueur à Montpellier. Ils se marient, « après quatre ans et demi d'amour fou », le matin du 14 juin 2003, à la mairie de Plouarzel, ville dans laquelle vivent les parents du marié, face au maire André Talarmin. Les témoins du Brestois sont sa sœur Patricia et son ami Nicolas Mariller.
Le couple a une fille, Azelys, ainsi qu'un garçon, Soen.